# Karolewice
Karolewice – przysiółek w Polsce położony w województwie wielkopolskim, w powiecie międzychodzkim, w gminie Kwilcz, przy drodze krajowej nr 24. Wchodzi w skład sołectwa Chorzewo. 
W latach 1975–1998 miejscowość należała administracyjnie do województwa poznańskiego.